# إلين ليبتون هولاندر
إلين ليبتون هولاندر (بالإنجليزية: Ellen Lipton Hollander) هي قاضية ومحامية أمريكية، ولدت في 24 مايو 1949 في نيويورك في الولايات المتحدة.